# 楊朝晟
楊 朝晟（よう ちょうせい、生年不詳 - 801年）は、唐代の軍人。字は叔明。本貫は夏州朔方県。

## 経歴
楊懐賓の子として生まれた。はじめ朔方で部軍前鋒をつとめ、功績を重ねて、甘泉府果毅に任じられた。建中元年（780年）、邠寧節度使の李懐光が涇州で劉文喜を討つのに従って、斬り捕らえる者が多く、驃騎大将軍を加えられた。しばらくして右先鋒兵馬使に転じた。後に李納が徐州に進攻してくると、朝晟はその征討に従って、功により開府儀同三司・検校太子賓客に任じられた。
建中4年（783年）、徳宗が奉天に避難すると、李懐光は山東から徳宗救援に赴いた。朝晟はその下で右廂兵馬使となり、1000人あまりを率いて咸陽に下り、朱泚の反乱軍を阻んだ。御史中丞の位を加えられた。興元元年（784年）、李懐光が河中府で反乱を起こすと、朝晟は反乱軍に加担するよう脅された。徳宗が梁州・洋州に避難すると、韓遊瓌が邠寧に退き、張昕が邠州で後務を総べ、李懐光に帰順した。ときに朝晟の父の楊懐賓は韓遊瓌の部将となって、夜間に数十騎で張昕らを斬った。朝晟はそのことを聞くと、「父が国のために功を立てているのに、子は反乱者の仲間として処刑されてしまう」と泣いて李懐光に告げた。朝晟は李懐光に捕らえられた。官軍が河中府を包囲し、李懐光の乱を鎮圧すると、朝晟は邠寧節度使の韓遊瓌の下で任用され、都虞候となった。父子ともに開府・太子賓客・御史中丞となり、異姓王に封じられた。
貞元4年（788年）、韓遊瓌に代わって張献甫が邠寧節度使となった。邠寧の軍中で裴満という者が反乱を扇動して朝晟を誘うと、朝晟は偽って賛同し、ひそかに計って300人あまりを斬った。張献甫が奏上すると、朝晟は御史大夫を加えられた。貞元9年（793年）、朝晟は塩州に城を築き、外境を守るために徴兵し、兵士を分け統べて木波堡に駐屯した。貞元12年（796年）、張献甫が死去すると、朝晟は代わって邠寧節度使となった。この年、母が死去したため、朝晟は辞職して喪に服したが、まもなく左金吾衛大将軍同正・邠州刺史・兼御史大夫として復帰した。貞元13年（797年）春、朝晟は方渠・合道・木波の地に城を築いて、賊の侵入に備えたいと上奏した。徳宗はこれを聞き入れ、工事を完了させた。吐蕃の侵入があったが、数日で撤退させた。
貞元15年（799年）、朝晟は服喪を免じられ、検校工部尚書を加えられた。貞元17年（801年）夏、西北遊牧民への対策のために軍を寧州に移した。朝晟は病が重くなり、10日あまりして死去した。

## 伝記資料
- 『旧唐書』巻122 列伝第72
- 『旧唐書』巻144 列伝第94
- 『新唐書』巻156 列伝第81